# Alena Procházková
Alena Procházková (* 9. srpna 1984, Banská Bystrica) je slovenská běžkyně na lyžích.
Alena Procházková reprezentovala Slovensko na Zimních olympijských hrách 2006 v Turíně. Je svobodná, je vysoká 171 cm a váží 55 kg. Je členkou klubu LK Slávia Ekonóm UMB Banská Bystrica, trénuje ji Ján Valuška, jezdí na lyžích Fischer.

## Největší úspěchy
1. prosince 2007 obsadila v závodě Světového poháru ve sprintu na 1,2 km ve finském Kuusamu 3. místo. Do té doby bylo jejím nejlepším umístěním ve Světovém poháru 22. místo. Poprvé v životě vyhrála závod SP 16. ledna 2009 v kanadském Whistleru ve sprintu na 1,2 km klasickou technikou. Startovala již na třech mistrovstvích světa (2003, 2005, 2007) – jejím nejlepším umístěním bylo 13. místo ve sprintu na Mistrovství světa v Sapporu 2007.